# 実況パワフルメジャーリーグ2
『実況パワフルメジャーリーグ2』（じっきょうパワフルメジャーリーグツー）は、2007年10月4日にコナミデジタルエンタテインメントから発売された野球ゲームソフト。PlayStation 2とWiiそれぞれの専用ソフトとして発売された。2006年に発売された、実況パワフルプロ野球シリーズのメジャーリーグ（MLB）版『実況パワフルメジャーリーグ』の続編であり、2作目。キャッチコピーは『ようこそ、メジャーへ！』。なお、Wii版のタイトルは『実況パワフルメジャーリーグ2 Wii』である。
本作は北米でも『MLB POWER PROS』のタイトルで発売された。パワプロシリーズが日本国外で発売されるのは初めてのことだった（パワプロのフォーマットを取り入れたものとしては、1996年〜1999年まで同じく北米で発売された『BOTTOM OF THE 9TH』シリーズ以来）。北米版では選手の能力を好きなように変えられるエディットモードが搭載されている（日本版では『実況パワフルメジャーリーグ2009』がエディットモード初搭載）。以後、毎年日本国外でも商品展開がされている。

## 概要
選手データは2007年6月末時点の物であるため、この年からMLBに移籍したボストン・レッドソックスの松坂大輔や岡島秀樹、ニューヨーク・ヤンキースの井川慶、ピッツバーグ・パイレーツの桑田真澄、タンパベイ・デビルレイズの岩村明憲も収録されている。もちろん、前作にも収録されていたイチロー、松井秀喜、城島健司、斎藤隆等の日本人選手、更にはMLBのスーパースターも収録されている。一部の選手（選手会所属以外の選手）は名前の使用権等の問題で偽名で表示されたり肌の色が変更されている。偽名選手の場合は「G.*****」の様に、最初に「G.」が付く（例：バリー・ボンズ→G.ゴンザレス）。
Wii版には『実況パワフルプロ野球Wii』にも搭載された『リモパワ』が搭載されており、Miiも対応している。またPS2版では、『実況パワフルプロ野球14』、『実況パワフルプロ野球ポータブル2』に、Wii版では、『実況パワフルプロ野球Wii』、『パワプロクンポケット9』のサクセスで作った選手パスワードも送信することも可能。

## 主なモード
対戦
MLB30チームまたは自分で作成したアレンジチームから1チーム選び、対戦する（1P対2P、1P対COM、COM対COM）。また本作からは“エキスパート”という新しい投球システムも登場。これはプロ野球スピリッツシリーズで使用されているリリース時にタイミング良くボタンを押すことでコントロールが良くなるというダイレクト投球システムである。
サクセス
本作の舞台は、アメリカの大学にある弱小野球チーム。プレイヤーはひとりのメジャーリーガーを夢見る野球選手となり、様々な経験を積み重ねドラフト指名を目指す。
シーズン
日本版でいうペナントモード。プレイヤーはゼネラルマネージャー（GM）となり、チームを強化しながらリーグチャンピオン、プレイオフ進出、そしてワールドチャンピオンを目指す。試合や練習をすることによって選手が成長していく。また試合の結果に応じて、ポイントを得る事ができる。
リーグ
MLBチーム全30チームやアレンジチームから2チーム〜6チームを自由に組み合わせて、リーグを作って対戦する。
選手カード
選手カードは、臨場感のあるプレイ写真に加え、フルネーム（カナ及び英字表記）、生年月日、愛称、2006年度成績、メジャー通算成績などの選手情報が記されている。
アレンジ
新たに「選手検索」を搭載。これは名前、守備位置、能力など数十項目から条件を設定し、その条件にあう選手を見つける機能。欲しい選手、チームに必要な戦力を素早く発見できる。
なお、パワプロシリーズに搭載しているマイライフモードは本作には搭載していない。

## サクセス
本作のサクセスはキャンパスライフ（大学）編。1年生の7月（アメリカの入学シーズン）から始めて、3年間の内にスカウトに認められ、マイナーリーグ入りすることが目標。ターン進行は、シーズン（2月〜6月）は1週間毎、その他は1ヶ月毎となっている。前作実況パワフルメジャーリーグのサクセスに存在した継承システムやタッグ練習システムは無くなっている。
1年目からスタートするが、本作の大学野球には「4年生は学業に専念する」というルールがあるため、3年目の野球シーズンが終わるとゲームは終了する。

### パワフル大学チューリップス
主人公（パワメジャくん）
主人公。小さい頃からメジャーを目指す、大学生。
ヤーベン・ディヤンス
センターフィールダーだがセカンドも守れる。イベントによってはショートストップやファーストベースマンに転向する。主人公の大親友。チャームポイントのメガネと「ヤンス」が口癖。ちなみに寮住まい。
ベッキー
主人公の幼なじみで野球部のサブマネージャー。スカウトの娘。アルヴィンに片想いしている。監督やミルトンなど口数の少ない人物とのコミュニケーションに長けており、ほとんど通訳の役割を果たしている。彼女候補の一人。
アルヴィン・ロックハート
ピッチャー。データ上の適性はクローザー。チューリップスのエースにして主人公のライバル。チューリップスを強豪チームと勘違いしてパワフル大学に進学してしまう。ミラージュナックルというオリジナル変化球を持つ。パトリックとは高校時代までバッテリーを組んでいたが、パトリックの傀儡に過ぎなかった自分と決別すべく袂を分かっている。展開次第ではチャンピオンリングスに移籍し敵として主人公に立ちはだかる。「実況パワフルメジャーリーグ2009」はグァヴァストロベリーズの選手として登場する。主人公より遅刻して入部申請をだす。一緒に退部。
ボリス・ミルトン
レフトフィールダー。左投げだがイベントによってはショートに転向する。主人公の同級生。恥ずかしがり屋で口数が少ないが、ベッキーとは仲が良い。一緒に退部。
ピーター・ホワイト
セカンドベースマン。イベントによってはファーストに転向する。主人公の同級生。医者の卵。温厚な頭脳派で様々なアドバイスを与えてくれる。趣味は株式。一緒に退部。
ロバート・スペンサー
スターターの適性を持つピッチャー。主人公が1年時のキャプテン。世話好きな人格者で部員からの尊敬を集めている。主人公にいろんなことを教えてくれる。ばんそうこうを常時持っている。主人公が2年目になると退部。4年生にならず、大学を中退して地元のスーパーマーケットに就職する。
トビー・ベイカー
ピッチャー。主人公の1年先輩。怠けてばかりいるが後輩には威張り散らすため、後輩からの評判は悪い。特にアルヴィンとは犬猿の仲。ロバートの引退後はキャプテンに就任する展開もあり、ストーリーの行方によってはキャプテンとしての自覚に芽生える事もあるが、逆に体たらくを続けてアルヴィンの退部を引き起こしてしまう事も。主人公が3年目になると退部するが、主人公がキャプテンの場合は2年目の序盤に意見を違えて退部し、そのまま姿を消す。
マーク・ワイズマン
キャッチャー。ファーストも守れる。主人公の1年後輩。冷静沈着であるが努力家でもあり、パトリックしか捕球できなかったアルヴィンのミラージュナックルを捕れるようになる。
ブラッド・ブラッドレイ
サードベースマン。主人公の1年後輩。常に落ち着きが無く、同じことを2回続けてしゃべる。当初はスタンドプレーに走っていたが次第にチームプレーを学んでいく。
レックス・ランダース
サード。主人公の1年後輩。野球とバンドを掛け持ちしており、バンドにかまけて練習に参加しない事も。バンド活動にけじめをつけた後は野球に専念するようになる。ブラッドとレックスはランダムでどちらか一人が登場する。
ロビン・スペンサー
ピッチャー。主人公の2年後輩。ロバートの弟。主人公同様にそそっかしくおっちょこちょいな性格。兄への依存度が高く子供っぽさが抜けていない。
エドガー・ストーン
シーズン前に就任した監督。ほとんど「ウムッ」としか言わない。ベッキーのみ監督の言葉を通訳できる。メジャーでは鬼監督とされたらしい。

### その他関係者
ブアイソン
大学を定期的に訪れるショップ店長。
教授
パワフル大学の教授。期末テストなどのテストの時に寝ることで有名。
アラン
主人公の父親で物語開始当初は無職。かつては息子同様にメジャーリーガーを目指していたが挫折している。
ルディ・フォックス
マイナーリーグのスカウトでベッキーの父。アランとは幼馴染で彼の素質を高く評価していた。
ウィリー
ブアイソンから買った中古バットに宿っていた伝説のメジャーリーガーの霊。陽気な性格。主人公に憑依して主人公を助けたり、逆にトラブルを巻き起こす事も。試合では運命のカードの選択によってウィリーに憑依してもらい試合を任せる事ができ、その場合は主人公は試合中のみウィリーと同じ能力になり、操作もオートになる。一度だけ主人公以外の人物に憑依する事もでき、ヤーベンやライバル校の選手に憑依させる事ができる。なお、ブアイソンから中古バットを買うと、その後のルートで必ずアルヴィンが退部してしまう。ヤーベンたちには見えないようで、独り言だと思われている。
サラ
主人公の同級生で写真家を目指す女の子。父は発明家であるが借金苦に悩んでおり、賞をとる事で借金を返済しようとしている。彼女候補の一人。
アニー・ハンター
主人公の1年先輩でシンクタンク大学からの編入生。数学を愛する才女だが、数式では説明しきれない主人公の人柄に惹かれていく。彼女候補の一人。

### ライバル校の選手
パトリック、オスカー、ゼロ以外は自ら名乗ったり他の人物との会話で名前が出たりすることはなく、選手データを閲覧するか、ウィリーを利用して取り付かせるか、ピッチャーとして対戦した時にメッセージが表示されるかしないと名前が分からない。パーシーとグレゴリーについてはガイドブックにも記載がなく本名不明。
パトリック・ゲイナー
エバービクトリー大学ワールドギャザリングスのキャッチャー。アルヴィンとは高校時代までバッテリーを組んでおり、自身の元を離れたアルヴィンを強くライバル視している。右手一本でバッティングを行うという特徴的な打法を使用する。ウィリーに乗り移ることも可能。
オスカー・ヴァレンタイン
グッドルッキング大学ナルシサスのピッチャー。ナルシストでミュージカル調に話す。自らを「マウンドの騎士」「不死鳥の化身」などと大仰に名乗る。
ハンク・アームストロング
マッスル大学アイアンストーンズのファースト。強面で、ベッキーをデートに誘う。
パーシー
マッハ大学インパラレッグスのセンター。脚は自慢で、ゴロでも出塁出来ると豪語する。陽気だが言いにくいことを笑顔で言い切る。
グレゴリー
シンクタンク大学テックブレインズのキャッチャー。トラッシュ・トークを駆使するが想定外の事態に弱い。選手能力は低く、ウィリーすら「どうしようもない」とさじを投げる。
クリーク・ウエイト
トントン大学ワイルドピッグスのレフト。力士口調で話す。走るのが面倒くさいため、ホームランを狙う。
マーズ・バトルフィールド
ソルジャー大学コマンダーズのサード。軍隊口調で話す。負けると「こちらマーズ！」と無線連絡のようなことを言い出し、自分の世界に入ってしまう。
ゼロ・ギブソン
ユニバースユニバーシティ・チャンピオンリングスのピッチャー。主人公の2年後輩であるが、圧倒的な実力で1年生にしてチームのキャプテンの座を奪っている。場合によってはウィリーに体を乗っ取られてしまう。

### 登場チーム

#### サニーリーグ所属チーム
パワフル大学 チューリップス
主人公所属チーム。弱小チーム。優勝を目指す。
エバービクトリー大学 ワールドギャザリングス
パトリック所属のチーム。チューリップス所属リーグの常勝チーム。2年目と3年目のリーグ戦で必ず対戦する。
マッハ大学 インパラレッグス
選手全員が陸上と掛け持ち。チューリップスのおかげで全敗は逃れている。
グッドルッキン大学 ナルシサス
美形ぞろいで試合中常に黄色い声援が飛んでくるチーム。実力はいたって普通。
マッスル大学 アイアンストーンズ
コワモテの選手ばかりが集まったチーム。
シンクタンク大学 テックブレインズ
常に対戦相手のデータ分析に余念がないチーム。しかし練習不足のため実力は今一つ。
ワールドギャザリングス以外の4チームは、1年目の試合にランダムで1チームとだけ対戦し、以後そのプレイでは選ばれなかったチームが出て来ない。

#### カレッジ・キングス・シリーズ出場チーム
トントン大学 ワイルドピッグス
怪力自慢が集まるチーム。ただしその分機動力はゼロといっていい。主力選手名はタチアイ、ジョニー・ダンなど相撲用語に因んでいる。
ソルジャー大学 コマンダーズ
軍隊のように規律が厳しく、豊富な練習量に裏打ちされた戦力バランスのいい強豪チーム。
ユニバースユニバーシティ チャンピオンリングス
トーナメントの常連。チームの選手のほとんどがメジャー契約を得ている。アルヴィンが退部した後に所属するチーム。全国大会の決勝戦で必ず対戦する。
ワイルドピッグスとコマンダーズは2年目の全国大会でどちらかと1度だけ対戦し、3年目には選ばれなかった方が必ず登場する。また他には「ノースフォレスト大学 マイティベアーズ」、「フォーチューン大学 ピンクソックス」、「ナチョス大学 オーファイバーズ」、「ミルキーウェイ大学 ガンプラネッツ」が大会に出場するが、チームデータは存在しない。

#### ドリームマッチ
スーパースターズ
実在のメジャーリーガー（2007年当時）を集めた架空のチーム。3年目にカレッジ・キングス・シリーズで優勝した場合、オールスターゲームの前座としてチューリップスと対戦する。

## 参考資料
『実況パワフルメジャーリーグ2/実況パワフルメジャーリーグ2Wii　完全公式ガイド』ISBN 9784861551871